# Arboledas
Arboledas – miasto w Kolumbii, w departamencie Norte de Santander.